# Drumlish
Drumlish (irl. Droim Lis) – wieś w Irlandii, w prowincji Leinster, w hrabstwie Longford. Według danych szacunkowych Głównego Urzędu Statystycznego Irlandii, w kwietniu 2016 roku miejscowość liczyła 931 mieszkańców.

## Osoby związane z miejscowością

### Urodzeni
- Eddie Bohan (1932–2019) – irlandzki polityk[2]
- Declan Nerney (1959) – irlandzka piosenkarz[3]